# Coventry
Coventry je mesto v okrožju West Midlands v osrednji Angliji. Z nekaj več kot 300.000 prebivalci je 9. največje mesto v Angliji in 12. največje v Združenem kraljestvu.
Med drugo svetovno vojno je  mesto Coventry v enem najhujših napadov na Anglijo skoraj povsem uničilo nemško letalstvo. Po vojni so mesto obnovili. V 1950. in 1960. letih je k pospešenemu razvoju Coventryja bistveno prispevala avtomobilska industrija, po propadu velikih avtomobilskih tovarn v začetku 1980. let pa je bila stopnja nezaposlenosti v Coventryju med najvišjimi v državi.